# Domenico Piemontesi
Domenico Piemontesi (Boca, Novara, Italia, 11 de enero de 1903 - 1 de junio de 1987), apodado el Ciclone di Borgomanero, fue un ciclista profesional italiano. Estuvo activo entre 1925 y 1938, durante los cuales logró 32 victorias.

## Carrera deportiva
Piemontesi participó en 12 ediciones del Giro de Italia. En la carrera italiana logró finalizar segundo en 1929 y tercero en 1933. En 1936 logró finalizar 6.º, y 7.º en 1934.
Obtuvo la medalla de bronce en el primer Campeonato del Mundo de ciclismo disputado en Nürburgring, Alemania, en 1927. En el Campeonato de Italia de ciclismo obtuvo una plata en 1927 y un bronce en 1929.
Ganó varias clásicas, como el Giro de Lombardía de 1933, carrera en la que también terminó 2.º en 1932 y 3.º en 1934. También venció en el Giro d'Emilia y en la Tres Valles Varesinos.
Tras retirarse del ciclismo profesional, Piemontesi se dedicó a tareas de director deportivo, dirigiendo a otros ciclistas como Fornara y Nencini.

## Palmarés
| 1922 - Tres Valles Varesinos 1926 - 2 etapas en el Giro de Italia 1927 - 1 etapa en el Giro de Italia - 3.º en el Campeonato Mundial en Ruta - 2.º en el Campeonato de Italia en Ruta - Giro d'Emilia - Milán-Módena 1928 - 5 etapas en el Giro de Italia 1929 - 2.º del Giro de Italia, más 1 etapa - 3.º en el Campeonato de Italia en Ruta | 1930 - 1 etapa en el Giro de Italia 1932 - 2 etapas en la Volta a Cataluña - Tres Valles Varesinos 1933 - 3.º del Giro de Italia - Giro de Lombardía 1934 - 1 etapa en la Vuelta a Suiza - Giro de la Provincia de Milán 1935 - 1 etapa en el Giro de Italia |

## Resultados en Grandes Vueltas
Durante su carrera deportiva ha conseguido los siguientes puestos en las Grandes Vueltas:
| Carrera         | 1922 | 1923 | 1924 | 1925 | 1926 | 1927 | 1928 | 1929 | 1930 | 1931 | 1932 | 1933 | 1934 | 1935 | 1936 | 1937 | 1938 |
| --------------- | ---- | ---- | ---- | ---- | ---- | ---- | ---- | ---- | ---- | ---- | ---- | ---- | ---- | ---- | ---- | ---- | ---- |
| Giro de Italia  | -    | Ab.  | -    | -    | Ab.  | Ab.  | 20.º | 2.º  | 11.º | Ab.  | Ab.  | 3.º  | 7.º  | 42.º | 6º   | 34º  | -    |
| Tour de Francia | -    | -    | -    | -    | -    | -    | -    | -    | Ab.  | -    | -    | Ab.  | -    | -    | -    | -    | -    |
| Vuelta a España | X    | X    | X    | X    | X    | X    | X    | X    | X    | X    | X    | X    | X    | -    | -    | X    | X    |
| Mundial en Ruta | X    | X    | X    | X    | X    | 3º   | -    | 9º   | -    | -    | -    | -    | -    | -    | -    | -    | -    |

## Equipos
- Gloria (1922)
- Atala (1923)
- Ancora (1925)
- Alcyon-Dunlop (1926)
- Bianchi (1927-1931)
- Gloria-Génial Lucifer (1932-1933)
- Maino (1934-1935)
- Bianchi (1936-1938)

- Datos: Q1236111
- Multimedia: Domenico Piemontesi / Q1236111